# Обезьяниновы
Обезьяниновы (Обезьяновы) — дворянский род.
Род происходит, по сказаниям старинных родословцев, от татарина, выехавшего из Золотой орды к великому князю Олегу Иоанновичу рязанскому, и получившего при крещении имя Сафоний. Его сын Богдан, прозванный Обезьян (Абыз ?), был родоначальником Обезьяниновых.
При подаче документов (1686) для внесения рода в Бархатную книгу, была предоставлена родословная роспись Обезьяниновых.
Род внесён в VI и II части родословных книг Рязанской, Воронежской и Саратовской губерний.

## Известные представители
- Обезьянинов Матвей Васильевич — жил в середине XVI веке и владел поместьем в с. Сафорино Каменского стана Рязанского уезда.
- Обезьянинов Иван Петрович — стряпчий (1676), стольник (1687—1692).
- Обезьянинов Ларион Григорьевич — московский дворянин (1677—1692).
- Обезьянинов Пётр Юрьевич — стольник (1686).
- Обезьянинов Зиновий Никитич — стряпчий (1692)[2].
- Николай Петрович Обезьянинов (1824—1886) — русский вице-адмирал, участник Крымской войны и покорения Кавказа.
- Андрей Петрович Обезьянинов (1826—1906) — русский капитан 2 ранга, участник Крымской войны, Георгиевский кавалер.